# Saint-Michel-de-la-Pierre
Saint-Michel-de-la-Pierre is een plaats en voormalige gemeente in het Franse departement Manche in de regio Normandië en telt 216 inwoners (2017). De plaats maakt deel uit van het arrondissement Coutances.

## Geschiedenis
Saint-Michel-de-la-Pierre maakte deel uit van het kanton Saint-Sauveur-Lendelin tot dit op 22 maart werd opgeheven en de gemeente werd opgenomen in het kanton Agon-Coutainville. Op 1 januari 2019 werd de gemeente opgeheven en werd Saint-Michel-de-la-Pierre een commune déléguée van de op die dag gevormde commune nouvelle Saint-Sauveur-Villages.

## Geografie
De oppervlakte van Saint-Michel-de-la-Pierre bedraagt 4,2 km², de bevolkingsdichtheid is 40,0 inwoners per km².
De onderstaande kaart toont de ligging van Saint-Michel-de-la-Pierre met de belangrijkste infrastructuur en aangrenzende gemeenten.

## Demografie
Onderstaande figuur toont het verloop van het inwonertal (bron: INSEE-tellingen).

Ancteville · Le Mesnilbus · La Ronde-Haye · Saint-Aubin-du-Perron · Saint-Michel-de-la-Pierre · Saint-Sauveur-Lendelin · Vaudrimesnil